# Doctrina
，在中文一般翻譯為教理、教義、信理、主義、學說等等（但各翻譯都有不完全對應原詞語），指一組被相信是真實無誤的理念或信仰。將信仰內容，或是學說、教導內容、權威性的指示、原理，加以法典化（codification），成文或不成文的成為某個信仰體系中的基礎部份，被教導給他人，就稱為教義。
在現代漢語中，教義這個名詞可以被當成與，或的譯名。

## 字源
教義這個名詞，在中古漢語出現，意指由師長傳授的義理，可使用來指禮教或儒教，也常使用在佛教中，被用來指釋迦牟尼的教誨，又可稱「教法」。在明朝，基督教再度傳入中國時，這也被使用在指基督教的學說。因為與或意義相近，在現代漢語中，採取格義手法，將這兩個名詞皆漢譯為教義。

## 拉丁語與
與是同義詞，因此在漢語中，都被譯為教義。但這兩個單字，在不同教派中，可能有不同涵義。又可被譯為教理。
一般來說，天主教認為，教條（英語：dogma）是一種經過正式會議肯定過的信仰內容，而教理（doctrina）只是由教會或是某個導師，根據教義（英語：dogma），進一步歸結出的非正式信仰原理，可以作為教育信徒之用，但是具備較低的權威性。但是這個定義不一定適用於新教的教會。包括原罪、三位一體等，都被視為是一個教理（doctrine）。
在系統神學中，將耶穌及教會的所有教導，歸類為doctrine，而是所有doctrine中的共通基礎。這個定義後來進入宗教學及比較宗教學中，將某個宗教或教派中的各種學說，被稱為；而被認為是一個宗教中最基礎不可更動的部份。

## 與
在基督教及宗教領域中，與有多種譯名。應用在天主教會與基督教會中，專指基督教的基本信仰原理時，經常被譯為教義或教理，如《論基督教教義》（拉丁語：De doctrina christiana），另一個例子為摩門教的《教義和聖約》（Doctrine and Covenants）。因為跟Dogma的意義相近，也因此在漢語中使用相同的譯名。
，字面意義為教導、教育、學習、學科，這個單字與（教師），或（教學，去教導某人）有共同起源。在希臘文中的對應字為（katēcheō），原義為口頭上的教導、口傳教義，它有可能可以被追源到。
doctrina被應用在拉丁文《新約》的翻譯上。對應到希臘文新約，可以對應到不同的希臘文名詞，如在《提摩太前書》中，doctrina對應到（didaskalia），其字義為教訓；但在《提摩太後書》，也被譯為doctrina。一般來說，在中世紀，doctrina被理解為基督教的基本原理及學說，並進入歐洲各語言中。經由拉丁語及法語，在14世紀時首次進入中古英語，成為。另外進入英語，成為教義問答（英語：Catechism）的字根。
，在《欽定版聖經》（King James Bible）中，對應到這個名詞，被用來指基督的教導、宗教及道德上的教導，被譯為教理，教義，道理，教訓，或訓誨。
在天主教會中，以信理部（拉丁語：Congregatio pro Doctrina Fidei）負責天主教教義的一致與純正。天主教會與新教會之間，也針對於不同教義間進行交流，並發表聯合聲明。例如在1999年發布的《關於稱義教義的聯合聲明》（英語：Joint Declaration on the Doctrine of Justification）。
卡爾·巴特認為，教義是一種信仰的行動，是基督徒對於上帝啟示的回應。
喬治·林貝克在《教義的本質》（The Nature of Doctrine）一書中，將各種對於教義的理論歸納為三大類，包括「認知-命題」論（the Cognitive-Propositionalist Theory）、「經驗-表現」論（the Experiential-Expressivist Theory）和「文化-語言」論（the Cultural-Linguistic Theory）。他主張應該將教義視為是宗教文化中的一種文法規則，

## 的其他用法
這個名詞最早使用於宗教範圍中，一般來說，教義是指由教會或是某個宗教團體，對外發布的一組宗教原理。但這個名詞可以被應用在包括如到政治、法律、軍事各領域。在漢語中，对应不同情况有不同的翻译，如教法、教理、教条、教义、原理、主义、學說、信條、教誨等。

### 思想及哲學
在思想、哲學及科學中，通常被譯為學說、主義、法則或是信條，是對於某個思想流派或哲學家，其思想及信仰的原則性概括。例如佛洛伊德學說（The Doctrine of Freud），三民主義（San-min Doctrine）等。
在明治時代，福地源一郎以上古漢語中的「主義」，用來翻譯英語中的principle。因為在英語中principle，與doctrine是同義詞，因此也被用來翻譯doctrine，這個譯法隨後傳入中國。在明治時代後期，「主義」一詞主要被用來翻譯英文中有後綴字-ism的名詞，但用主義來譯doctrine的譯名仍然在漢語中被保留下來。

### 政治及外交
在政治及外交領域中，與原理（principle）為同義詞，通常被譯為主義，意指某個政黨或是執政者，對於某方面的政治行動，作出的原則性宣示，表明其政策方向。常見於美語之中，例如杜魯門主義（Truman Doctrine）、門羅主義（Monroe Doctrine）、哈尔斯坦主义（德語：Hallstein-Doktrin）。

### 法律
在法律及法哲學中，常被譯為原則、學說。在普通法體系中，原則是經由歷史經驗及法學思辯後，對於法律的應用及解釋方法，歸結出的基本原理及基礎。例如優先銷售原則（英語：First-sale doctrine）、合理使用原則、正當防衛原則。

### 軍事
在軍事領域中，常被譯為準則或學說，意指軍事力量（軍隊）如何進行軍事行動，發起戰役，進行交戰以及達成軍事目標的基本思想與原理。

## 外部連結
- 维基词典中的词条「doctrine」
- 维基词典中的词条「doctrina」
- 维基词典中的词条「Dogma」